# Třída Legend
Třída Legend (jinak též National Security Cutter – NSC či Maritime Security Cutter, Large) je třída kutrů Pobřežní stráže Spojených států amerických vyvinutých v rámci rozsáhlého modernizačního programu Integrated Deepwater System Program (IDS). Jsou to dosud největší postavené kutry americké pobřežní stráže, která budou zároveň plnit funkci vlajkových lodí. Celkem bylo objednáno 11 jednotek této třídy. Do služby jsou zařazovány od roku 2008.

## Stavba

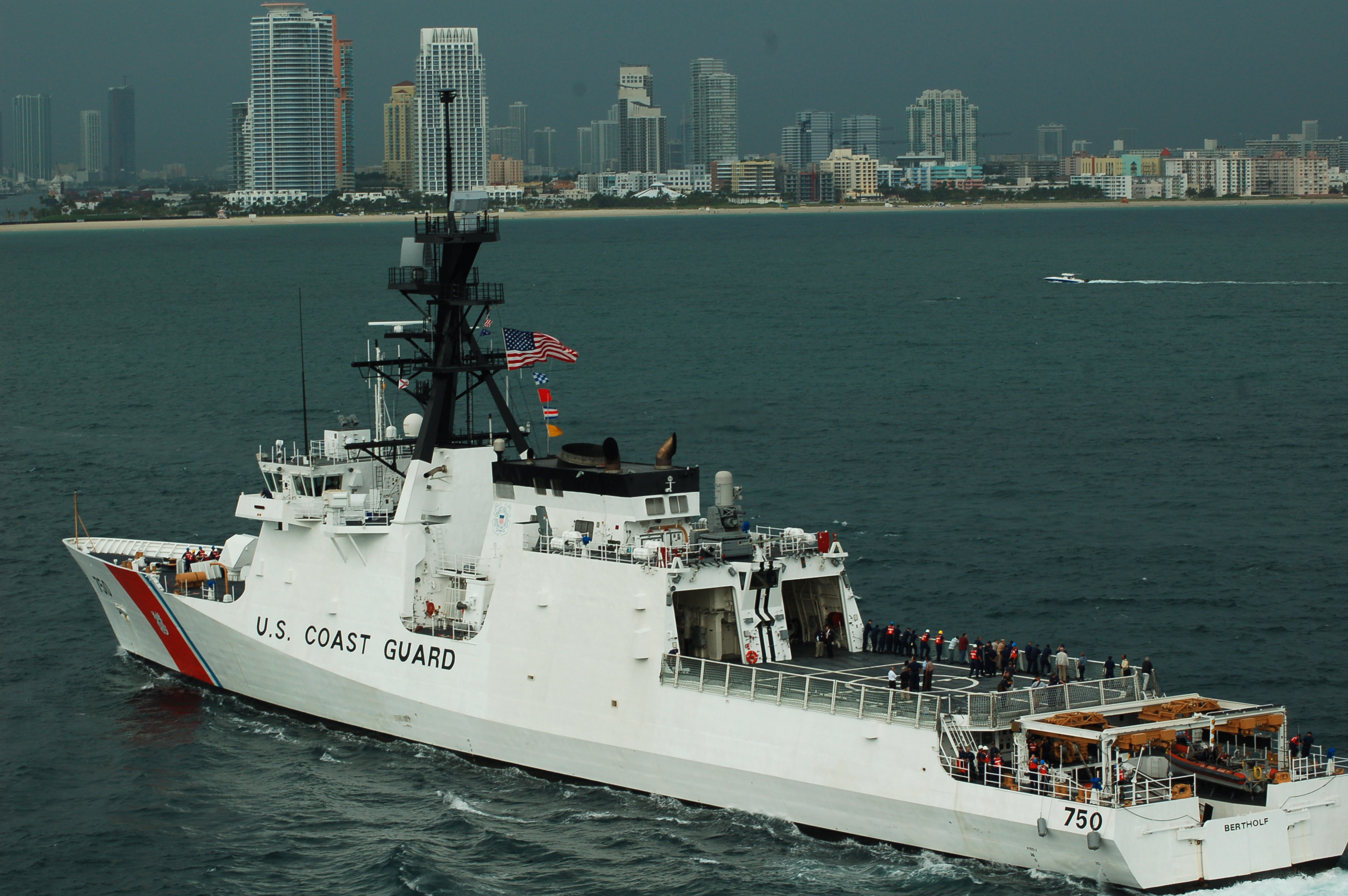
Jiný pohled na Bertholf

Program Integrated Deepwater System Program byl zahájen v roce 2002. Jeho součástí je koupě 91 nových kutrů (8 třídy Legend, 25 oceánských hlídkových kutrů a 58 menších kutrů), 35 letadel, 34 vrtulníků, 76 bezpilotních prostředků a modernizace 93 stávajících vrtulníků a 49 kutrů.
Kutry třídy Legend staví americký koncern Northrop Grumman Ship Systems ve svých loděnicích Ingalls Shipbuilding v Pascagoule ve státě Mississippi. Jejich životnost je plánována na 30 let. Nejprve byla objednána první skupina osmi kutrů. Kýl první jednotky Bertholf byl založen v srpnu 2004 a do služby loď vstoupila v roce 2008, následovaná o dva roky později druhou jednotkou Waesche. Třetí kutr Stratton byl do služby přijat v březnu 2012. Poslední osmá jednotka má být dodána roku 2017.
V září 2016 loděnice Ingalls Shipbuilding získala kontrakt na stavbu devátého plavidla. Jeho kýl byl založen 14. září 2018. V prosinci 2018 byly objednány další dvě jednotky, takže jejich celkový počet stoupl na 11 kusů.
Jednotky třídy Legend:
| Jméno                     | Založení kýlu     | Spuštěna           | Vstup do služby  | Status    |
| ------------------------- | ----------------- | ------------------ | ---------------- | --------- |
| USCGC Bertholf (WMSL-750) | 29. března 2005   | 29. září 2006      | 4. srpna 2008    | aktivní   |
| USCGC Waesche (WMSL-751)  | 11. září 2006     | 12. července 2008  | 7. května 2010   | aktivní   |
| USCGC Stratton (WMSL-752) | 20. července 2009 | 23. července 2010  | 31. března 2012  | aktivní   |
| USCGC Hamilton (WMSL-753) | 5. září 2012      | 10. srpna 2013     | 6. prosince 2014 | aktivní   |
| USCGC James (WMSL-754)    | 17. května 2013   | 3. května 2014     | 8. srpna 2015    | aktivní   |
| USCGC Munro (WMSL-755)    | 5. listopadu 2014 | 12. září 2015      | 1. dubna 2017    | aktivní   |
| USCGC Kimball (WMSL-756)  | 4. března 2016    | 19. prosince 2016  | 24. srpna 2019   | aktivní   |
| USCGC Midgett (WMSL-757)  | 27. ledna 2017    | 23. listopadu 2017 | 24. srpna 2019   | aktivní   |
| USCGC Stone (WMSL-758)    | 14. září 2018     | 4. října 2019      | 19. března 2021  | aktivní   |
| USCGC Calhoun (WMSL-759)  | 23. července 2021 | 2. dubna 2022      | 20. dubna 2024   | aktivní   |
| USCGC Friedman (WMSL-760) |                   |                    |                  | ve stavbě |

## Konstrukce

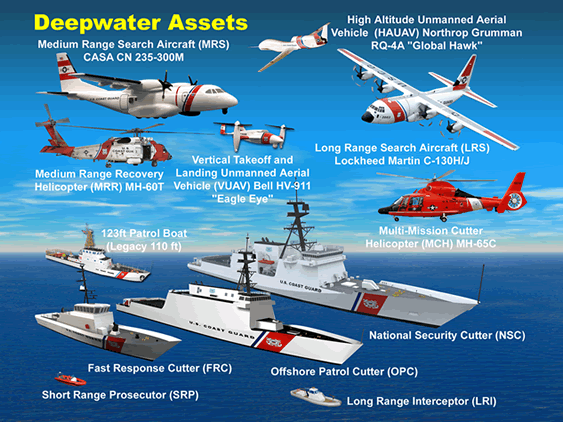
Přehled jednotlivých prvků systému IDS

Kutry mají oproti předchozí třídě vylepšené nautické vlastnosti, větší rychlost, vytrvalost a dosah. Mohou například vypouštět malé čluny, bezpilotní prostředky a vrtulníky za horších podmínek.
Výzbroj tvoří jeden 57mm kanón Mk 110 s dostřelem 9 mil a jeden obranný systém Phalanx CIWS s 20mm kanónem. Na zádi kutrů se nachází přistávací paluba a dva hangáry pro uskladnění vrtulníků HH-60 či bezpilotních prostředků. Ze záďové rampy mohou být na moře spuštěny dva malé čluny typu RHIB. Pohonný systém je koncepce CODAG. Pro plavbu ekonomickou rychlostí slouží dva diesely MTU 20V 1163 TB93, přičemž v bojové situaci se přidá ještě jedna plynová turbína General Electric LM2500. Lodní šrouby jsou dva. Nejvyšší rychlost dosahuje 28 uzlů. Dosah je 12 000 námořních mil.